# Légion roumaine en France
La Legiunea Română din Franța en français : « légion roumaine en France » est une unité militaire constituée de volontaires de nationalité roumaine.
Elle rassemble brièvement, à la fin de la Première Guerre mondiale, les ressortissants roumains en France désireux de poursuivre le combat du côté de l'Entente après la sortie du conflit de la Roumanie en décembre 1917.
L'unité dispose de son propre drapeau.